# 莱布尼兹-牛顿微积分之争
莱布尼兹-牛顿微积分之争是莱布尼兹和牛顿两人关于微积分发明权的论战。这个问题是一场重大的知识争论，始于1699年，并于1712年达到顶峰。莱布尼茨首先发表了他的微积分著作，但牛顿的支持者指责莱布尼茨抄袭了牛顿未发表的思想。现代的共识是，这两个人独立发展了他们的想法。他们对微积分的创造被称为“自阿基米德时代以来数学上最伟大的进步”。

## 背景
到牛顿和莱布尼茨时代，欧洲数学家已经为数学分析思想的形成做出了重大贡献。由于物理学与工程学的实际需要，微积分或与其类似的数学思想被诸多数学家提出并应用。